# Holmgang

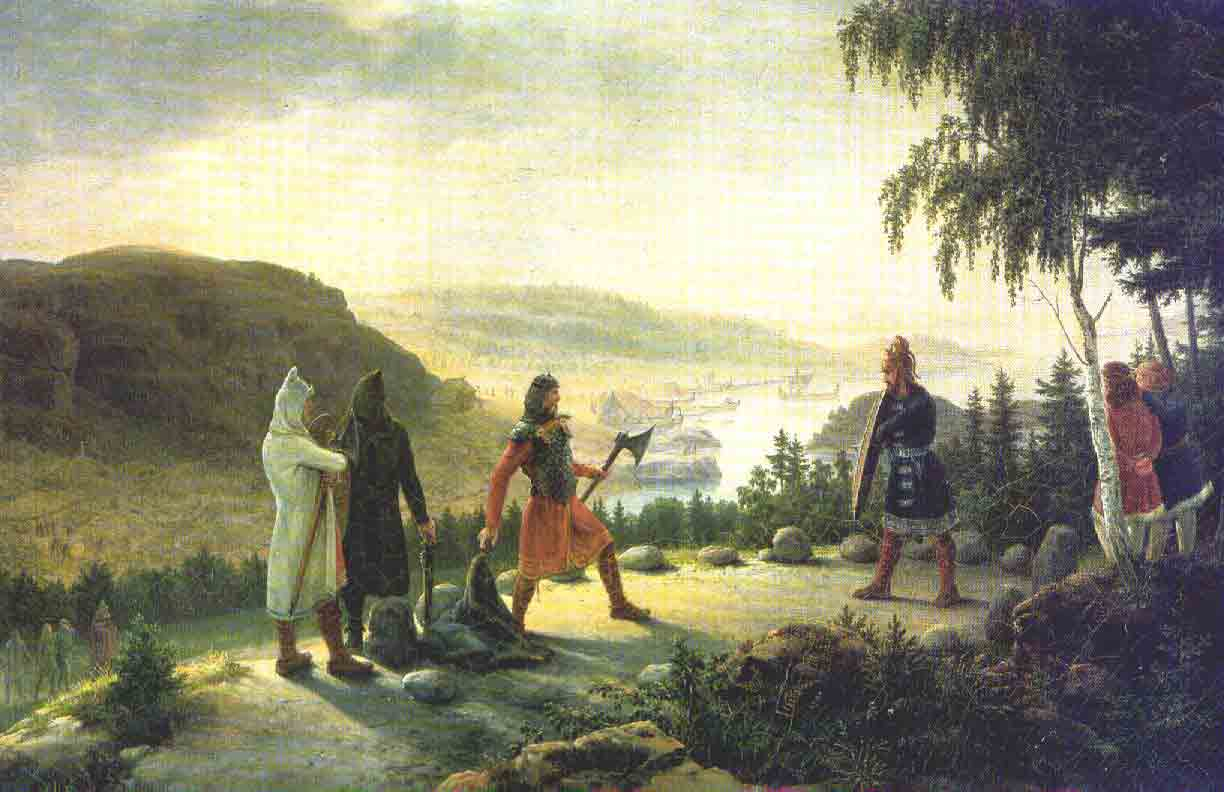
Egill Skallagrímsson und Berg-Önundr beim Austragen des Holmgangs (Gemälde von Johannes Flintoe)

Der Holmgang war eine Art Duell, die übliche Lösung für Streitigkeiten im germanischen Kulturkreis in der nordischen Eisenzeit, der Vendelzeit und der Wikingerzeit (800–1050 n. Chr.) und darüber hinaus.

## Regeln
Es gab detaillierte Regeln für den Holmgang. Wenn das Duell in der Nähe der Küste stattfand, wählte man eine kleine (unbewohnte) Insel oder eine Schäre (siehe auch: Holm). Im Landesinneren suchte man eine abgelegene Stelle auf. Mit der Christianisierung wurde der Holmgang verboten, zuerst in Island, später in Norwegen. Der Ablauf wird im zehnten Kapitel der Kormáks saga beschrieben:

„Það voru hólmgöngulög að feldur skal vera fimm alna í skaut og lykkjur í hornum. Skyldi þar setja niður hæla þá er höfuð var á öðrum enda. Það hétu tjösnur. Sá er um bjó skyldi ganga að tjösnunum svo að sæi himin milli fóta sér og héldi í eyrasnepla með þeim formála sem síðan er eftir hafður í blóti því að kallað er tjösnublót. Þrír reitar skulu umhverfis feldinn, fets breiðir. Út frá reitum skulu vera strengir fjórir og heita það höslur. Það er völlur haslaður er svo er gert. Maður skal hafa þrjá skjöldu en er þeir eru farnir þá skal ganga á feld þó að áður hafi af hörfað. Þá skal hlífast með vopnum þaðan frá. Sá skal höggva er á er skorað. Ef annar verður sár svo að blóð komi á feld er eigi skylt að berjast lengur. Ef maður stígur öðrum fæti út um höslur fer hann á hæl en rennur ef báðum stígur. Sinn maður skal halda skildi fyrir hvorum þeim er berst. Sá skal gjalda hólmlausn er meir verður sár, þrjár merkur silfurs í hólmlausn.“

„So lautete das Holmgangsgesetz: Der Kampfteppich sollte fünf Ellen lang sein, mit Schlingen an den vier Zipfeln. In diese sollten Pfähle mit einem Kopfende eingerammt werden, die man ‚Tjösnur‘ nannte. Der dies machte, sollte zu den Pfählen gehen, dass er den Himmel zwischen seinen Füßen sah, sich am Ohrläppchen fasste und den Spruch murmelte, der später bei dem so genannten ‚Tjösnuropfer‘ hergesagt wurde. Drei Gevierte sollten um den Teppich herumgezogen werden, jedes einen Fuß breit. An den Kanten dieser Gevierte sollten vier Stangen aufgestellt werden. Man nannte sie die ‚Haseln‘. War dies getan, war der Kampfplatz ‚eingehaselt‘. Jeder Mann erhielt drei Schilde. Waren sie zerhauen, dann sollte er wieder auf den Kampfteppich treten, wenn er diesen vorher verlassen hatte, und sich jetzt mit den Waffen allein verteidigen. Der Geforderte stritt zuerst. War einer verwundet, so dass Blut auf den Teppich floss, dann durfte man nicht weiter kämpfen. Setzte einer einen Fuß außerhalb der Haseln, dann hieß es: ‚Er weicht,‘ trat er mit beiden über sie hinaus: ‚Er ist geflohen.‘ Vor jedem der Kämpfer sollte dessen Partner den Schild halten. Der am meisten verwundet war, hatte, um sein Leben zu lösen, drei Mark Silber zu zahlen.“

## Ablauf
Der Blick vornüber gebeugt zwischen den Beinen hindurch an den Himmel war ein magisches Ritual. Er gewährte eine Sicht in die „Andere Welt“ und wird öfter erwähnt. Auf diese Weise sollten die Götter dazu gebracht werden, über den Kampf zu wachen. Das Wort „Tjösna“ für den Pflock wird auch als Phallus gedeutet.
Andere Quellen überliefern abweichende Regeln: In der Gunnlaugr Ormstungas saga wird sowohl der Verlust der Waffe als auch eine Verwundung, ohne dass Blut auf den Boden fließt, als Niederlage bezeichnet, was in der Geschichte zu einem Unentschieden führt, weil dem einen das Schwert am Heft abbrach, der andere von der abgebrochenen Schneide an der Wange leicht verletzt wurde. Es soll der letzte Holmgang auf Island gewesen sein, da am nächsten Tag auf dem Althing das Verbot des Holmgangs beschlossen worden sein soll, so dass die Kontrahenten nach Norwegen ausweichen mussten. Dort kämpften sie über die Verwundung hinaus, bis beide tödlich verletzt waren. Außerdem kämpften dort nicht nur die Kontrahenten, sondern auch deren Begleiter mit. Auch wird in mehreren Sagas von räuberischen Berserkern berichtet, die in Bauernhöfe eindrangen und Geld und die Frauen des Hauses verlangten und bei Weigerung den Bauern zum Holmgang aufforderten. Es darf bezweifelt werden, dass diese Zweikämpfe immer rituell begleitet wurden.